# Eubazus crassicornis
Eubazus crassicornis är en stekelart som först beskrevs av Charles Thomas Brues 1933.  Eubazus crassicornis ingår i släktet Eubazus och familjen bracksteklar. Inga underarter finns listade i Catalogue of Life.